# Серпент
Серпент (фр. serpent — змея) — старинный духовой музыкальный инструмент, предок нескольких современных духовых инструментов. Известен с XVI века. Своё название получил благодаря змеевидной изогнутой форме. 
Изобретателем инструмента является каноник Эдме Гильям. И в 1743 году Жан Лебель в своих мемуарах опубликовал историю его изобретения.
Изготавливался из разнообразных материалов: дерева, меди, цинка или серебра. Имел мундштук с глубокой чашечкой, изготовленный из слоновой кости или костей животных, очень похожий на мундштуки современных медных духовых инструментов. В корпусе первоначально имел шесть отверстий. Поздние модели уже имели несколько клапанов. Использовался в церковной музыке, в частности в качестве «поддержки» басов в церковном хоре. Звук довольно сильный, грубый, интонационно неустойчивый. Входил в состав многих оркестров.
Для игры на серпенте требовался хороший слух, так как играть на нём чисто было большой проблемой. Появление клапанов только усугубило проблему. Музыкальный критик XVIII века Чарльз Бёрни сравнивал звук серпента в неумелых руках с «ревом крайне голодного, а то и разъяренного эссекского теленка».
Инструмент имеет 6 отверстий, сгруппированных в 2 группы по 3. В ранних моделях  клапанов на отверстия  для пальцев не было. Более поздние модели получили клапаны как у кларнета, но только для новых отверстий, так как старые оставались обычными. 
Интересно, что этот инструмент использовали Джерри Голдсмит и Бернард Герман при записи саундтреков к голливудским фильмам «Чужой», «Путешествие к центру Земли», «Доктор белая ведьма».
Серпент использовался в опере Джоакомо Россини «Осада Коринфа», 1826 года,  в опере Рихарда Вагнер «Риенци», 1842 года.
Многие композиторы включая Мендельсона использовали серпент в своих партитурах, но во 2-й половине 19 века, этот необычный инструмент вышел из употребления. На его основе был сконструирован офиклеид.